# Sophie Watillon
Sophie Watillon (* 7. Dezember 1965 in Namur; † 31. August 2005 ebenda) war eine belgische Gambistin.

## Leben
Sophie Watillon war die Tochter einer musikliebenden Notarsfamilie, in deren Umfeld die barocke Hausmusik auf Originalinstrumenten schon früh ein fester Bestandteil war. Mit einer Erfahrung von rund 200 Konzerten, die sie mit dem aus sieben Familienmitgliedern bestehenden Barockensemble gegeben hatte, begann Watillon im Alter von 16 Jahren das Hochschulstudium der Viola da Gamba bei Philippe Pierlot, danach studierte sie bei Wieland Kuijken und an der Schola Cantorum Basiliensis mit Paolo Pandolfo. Schon als Studentin war sie Mitglied des „Ricercar Consort“ ihres ersten Lehrers Philippe Pierlot.
Während ihrer Solistenlaufbahn war sie ständiges Mitglied in den Ensembles von Jordi Savall, wie Hesperion XXI, „La Capella Reial de Catalunya“ und „Le Concert des Nations“. Ebenso trat sie regelmäßig mit dem Cantus Köln, dem  „Poème Harmonique“, dem „Huelgas Ensemble“ unter Paul Van Nevel und dem „Ricercar Consort“ auf, um nur einige zu erwähnen.
Auch der modernen Musik stand sie aufgeschlossen gegenüber und spielte Uraufführungen der zum Teil ihr gewidmeten Werke für Gambe von Bernard Foccroulle, Pierre Bartholomée, Arvo Pärt und anderen.
In ihren letzten Lebensjahren war sie Professorin für Viola da Gamba an der Escola Superior de Musica de Catalunya in Barcelona, außerdem leitete sie die renommierte Gambenklasse am Konservatorium des Brüsseler Vorortes Woluwé-Saint-Pierre.

## Aufnahmen (Auswahl)
(Labels: Alpha - CPO - Summit records - Ligia Digital - Ricercar - Harmonia Mundi - Naïve - Virgin - ORF - Cyprès und andere)
- 1994 The Art of the Viola bastarda, song and dance in music for viol in Italy
- Diego Ortiz: Improvisations und Recercadas über La Folia, Doulce mémoire, The Passamezzo Antico, The Passamezzo Moderno
- Pierre Sandrin (1490–1561): Doulce mémoire
- Ruffa: La Danza, La Piva, La Gamba
- Cyprian de Rore: Ancor che co'l partire
- Girolamo Dalla Casa: Rognoni
- Giovanni Battista Bassani: Cosi le chiome
- Vincenzo Bonizzi: Hellas comment
- Bartolomeo de Selma y Salaverde: Vestiva i colli
- Arcangelo Corelli: Sonata La Follia, op. 5, no. 12
- Nicolas Hotman: Pièces de viole - Pièces de Théorbe (2002)
- Christopher Simpson: The Seasons, The Months And Other Divisions Of Time (Alpha 088, 2005)
- Zahlreiche Aufnahmen unter Philippe Herreweghe
- Zahlreiche Aufnahmen mit Hesperion XXI, La Capella Reial de Catalunya und Le Concert des Nations.

Aufnahmen mit dem Ricercar Consort
- 1988: Deutsche Barock Kantaten (III) (Schein, Tunder, Buxtehude)
- 1989: Deutsche Barock Kantaten (V) (Hammerschmidt, Selle Schein, Schütz, Tunder, Weckmann, Lübeck)
- 1989: Motets à deux voix von Henri Dumont
- 1992: Die familie Bach (mit dem Collegium Vocale und der Capella Sancti Michaelis)
- 1995: Matthäus Passion (1672) von Johann Sebastiani (Deutsche Barock Kantaten XI)

Aufnahmen mit „Le Poème Harmonique“
- 1999: L'Humaine Comédie von Étienne Moulinié
- 2002: Le Consert des Consorts von Pierre Guédron

Aufnahmen mit „Stylus Phantasticus“
- 2001: Zeichen im Himmel von Philipp Heinrich Erlebach